# Can Pau Bernadó
Can Pau Bernadó és una antiga masia del municipi d'Arenys de Munt protegida com a bé cultural d'interès local que a principis del segle XXI s'usa com a segona residència.

## Descripció
Té planta baixa, pis i golfes. La coberta és a dues aigües. Al mig de la teulada, al costat dret, sobresurt una petita torre amb coberta a dues aigües. A la façana principal hi ha un portal d'arc de mig punt de pedra i dues finestres a banda i banda. Al pis hi ha balcons. Les golfes són unes obertures rectangulars dividides en tres parts cadascuna. El més significatiu és la decoració de tota la casa, a base de rajola vermella i ceràmica de color verd. Un ràfec de rajola fa de coronament. La part baixa de tota la casa té rajoles verdes que l'aïllen del terra.

## Història
Aquesta casa fou reformada per Enric Catà i Catà, de la mateixa manera que les escoles municipals del poble. Està adossada a una masoveria de cos rectangular.